# Lycksele
Lycksele je grad i središte istoimene općine u sjevernoj Švedskoj u županiji Västerbotten.

## Stanovništvo
Prema podacima o broju stanovnika iz 2005. godine u gradu živi 8.597 stanovnika.

## Gradovi prijatelji
- Norveška, Mosjøen

## Vanjske poveznice
- Službene stranice grada

### Ostali projekti
|  | Zajednički poslužitelj ima još gradiva o temi Lycksele |